# Donald Arthur Glaser
Donald Arthur Glaser, ameriški fizik in nevrobiolog, * 21. september 1926, Cleveland, Ohio, ZDA, † 28. februar 2013, Berkeley, Kalifornija, ZDA.
Glaser je leta 1960 prejel Nobelovo nagrado za fiziko »za izum mehurčne celice.«